# Ilya Prigogine
Ilya Romanovich Prigogine (1917-2003) là nhà hóa học người Bỉ gốc Nga và có sự nghiệp phát triển tại Mỹ. Ông đoạt Giải Nobel Hóa học năm 1977 nhờ có những đóng góp về nhiệt động học các hệ không cân bằng và lý thuyết của cấu trúc. Tác phẩm của ông về lĩnh vực này đã làm tiền đề cho sự nghi ngờ lý thuyết cái chết nóng. Ông còn là đồng tác giả của cuốn sách "Thứ tự bên ngoài sự hỗn loạn" (người còn lại là Isabelle Stengers). Đề tưởng nhớ tới ông, ông được nhà vua Bỉ phong tử tước và tiểu hành tinh 11964 Prigogine đã được đặt theo tên ông.